# Escrivaninha

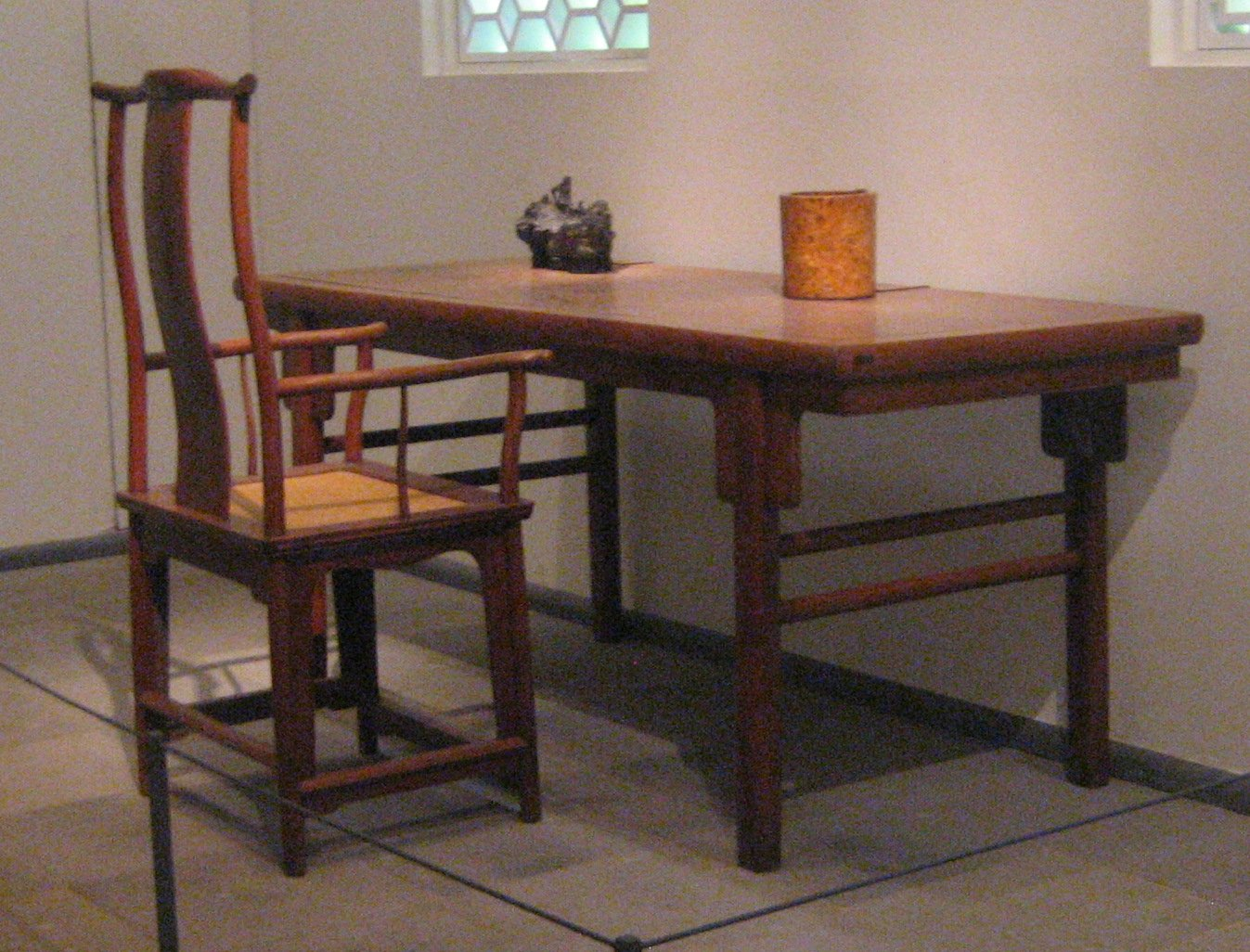
Escrivaninha chinesa do século XII.

Escrivaninha ou “Escrivania” é um móvel utilizado tanto para escrever quanto para guardar arquivos, documentos e objetos. Geralmente, a escrivaninha é colocada no quarto, no escritório ou na sala e podem ter uma ou mais gavetas, compartimentos ou escaninhos para guardar itens como materiais de escritório e papéis. As escrivaninhas geralmente são feitas de madeira ou metal, embora materiais como o vidro também sejam usados.

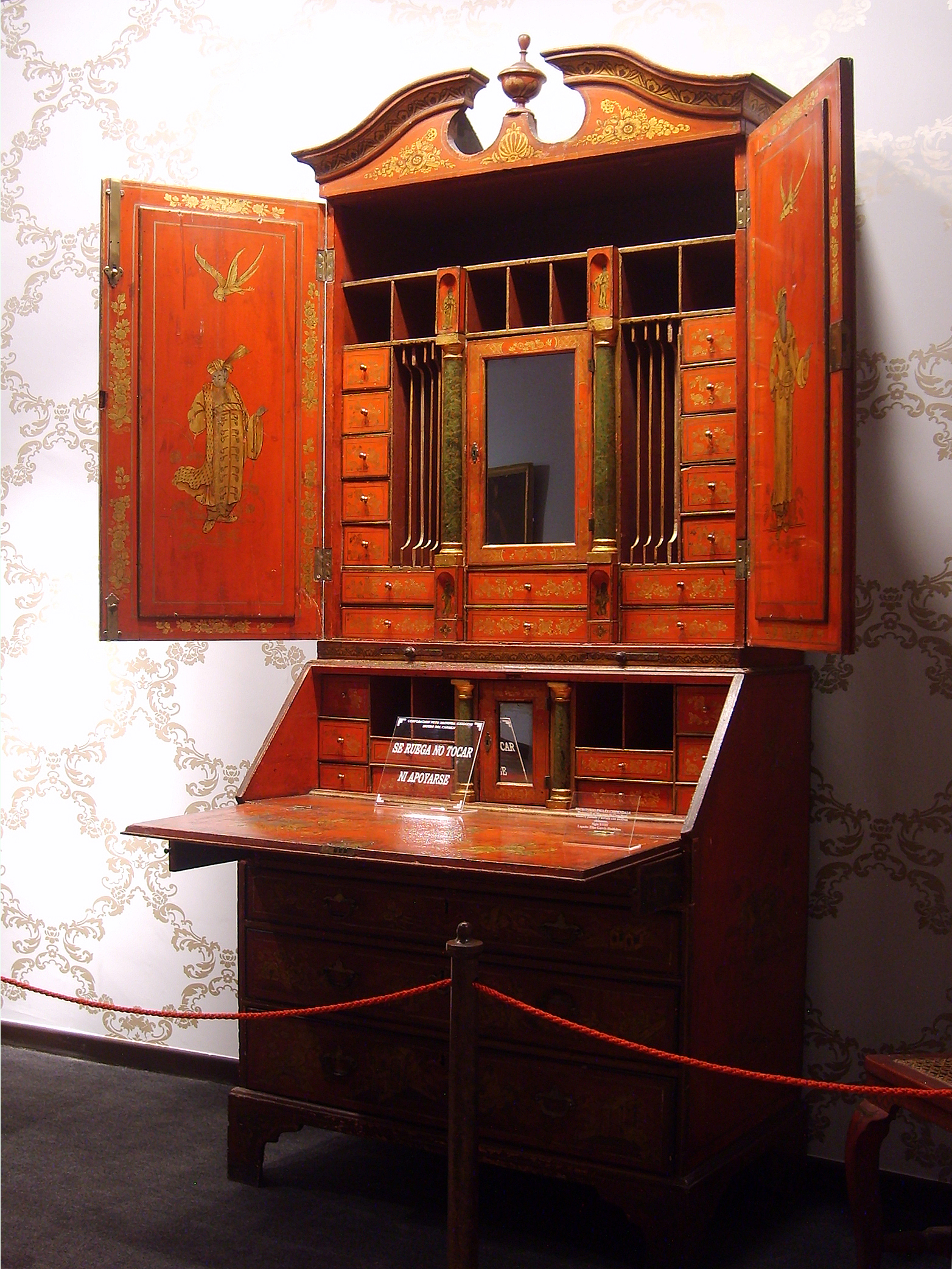
Uma escrivaninha Chippendale.

Os modelos de antigamente possuiam esteira móvel que ao serem fechadas escondiam uma possível desorganização sob o tampo.

## Etimologia
A palavra "escrivaninha" originou-se da palavra latina moderna "mesa para escrever", de meados do século XIV. Em inglês, a palavra "desk" é uma modificação de "dish" ou "disc" do italiano.

## História

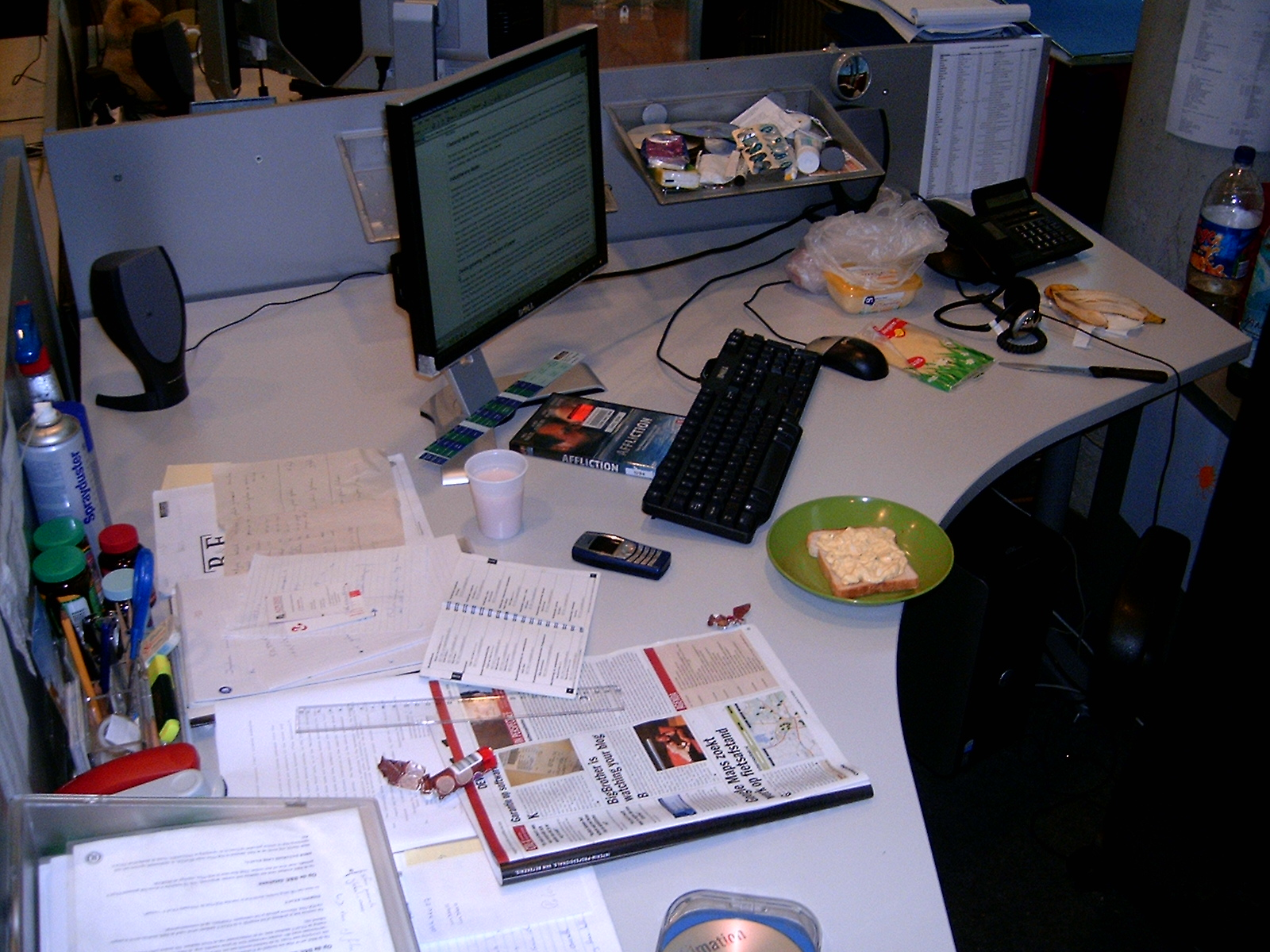
As mesas de escritório geralmente possuem espaços destinados aos documentos em papel.

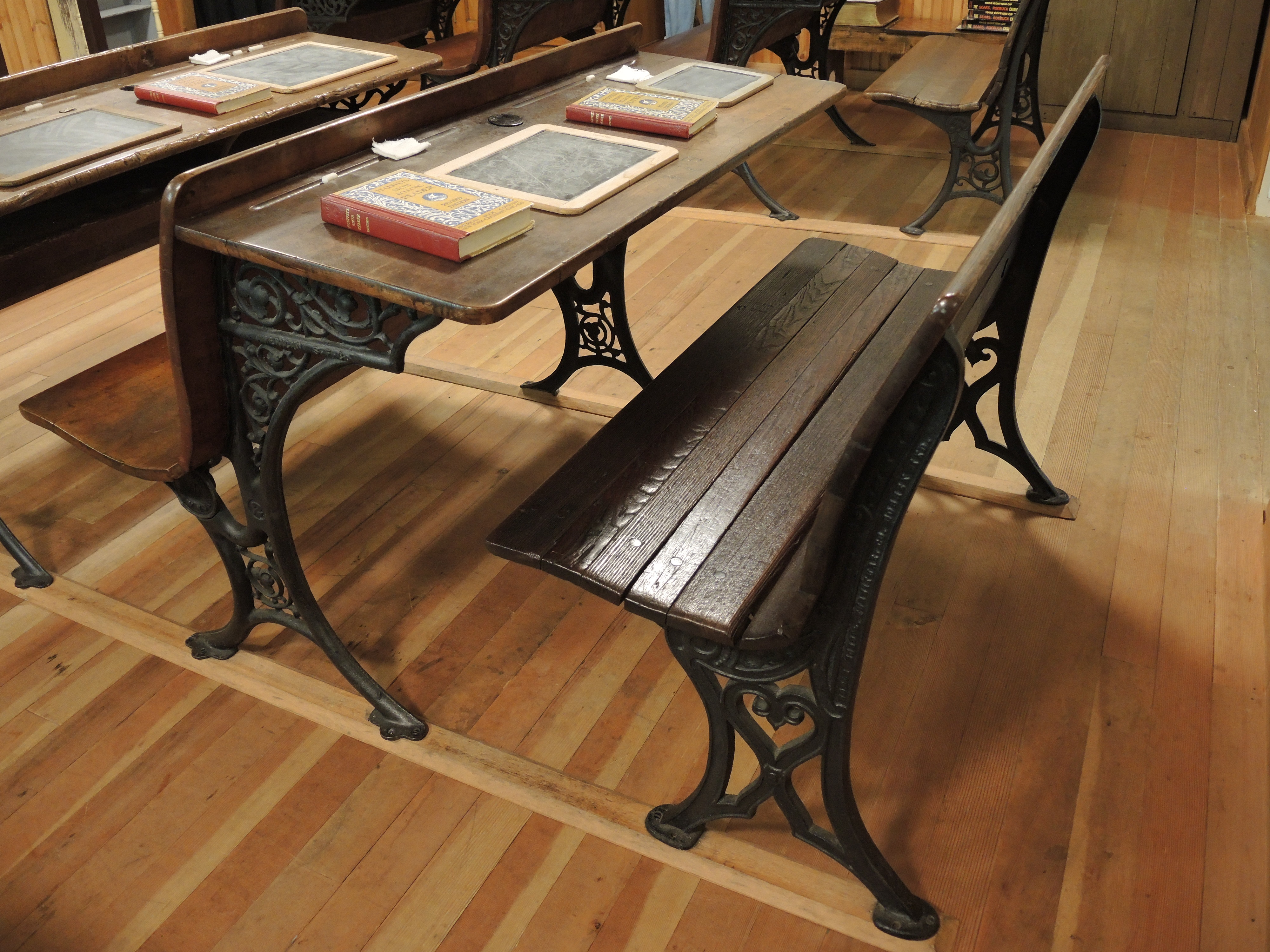
Carteira escolar do início do século XX.

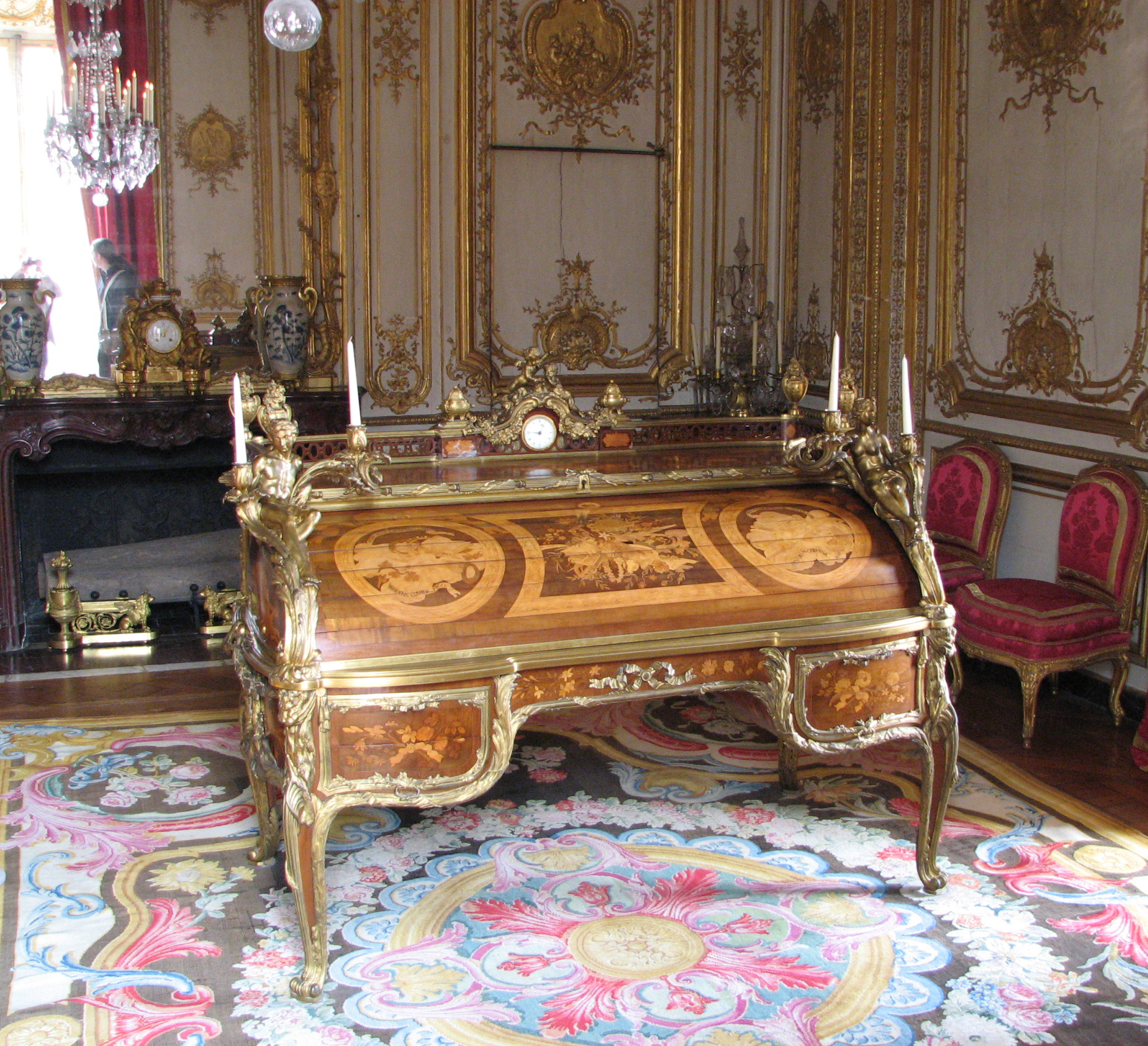
Bureau du Roi, localizado no Palácio de Versalhes.

### Invenção
Móveis para escrever parecem não ter sido usados na antiguidade clássica ou em outros centros antigos da civilização letrada no Oriente Médio ou Extremo Oriente, mas não há prova específica. É na idade média que surgem as primeiras peças de mobiliário que parecem ter sido pensadas e construídas para a leitura e a escrita. 
Antes da invenção da impressão no século XV, qualquer livro ou outro documento tinha que ser copiado à mão. As escrivaninhas foram projetadas com espaços para guardar instrumentos de escrita. Como os volumes de manuscritos às vezes eram grandes e pesados, as escrivaninhas da época geralmente tinham estruturas volumosas.
As escrivaninhas da Renascença tinham estruturas relativamente mais estreitas e possuiam mais gavetas. É possível descobrir se um móvel dessa época foi projetada para ser usada como escrivaninha apenas procurando uma gaveta com três pequenas separações usadas para colocar instrumentos de escrita.

### Era Industrial
As escrivaninhas começaram a ser produzidas em grandes quantidades durante o século XIX, devido ao aumento de trabalhadores em escritórios. A partir de então, quantidades limitadas de escrivaninhas finamente trabalhadas continuaram a ser construídas por mestres marceneiros para as casas e escritórios dos ricos, enquanto a grande maioria das escrivaninhas era montada rapidamente por mão de obra não qualificada a partir de componentes produzidos em lotes.

### Versões em metal
As mesas de metal foram criadas para suportar cargas mais pesadas de papel e o peso das máquinas de escrever. Daí surgiu também a "mesa para máquina de escrever", uma plataforma, por vezes sobre rodas e com superfície expansível através de abas, que foi construída a uma altura específica para tornar a escrita mais fácil e confortável do que numa escrivaninha normal ou tradicional.

## Carteira escolar
A carteira escolar é uma adaptação das escrivaninhas tradicionais. Anna Breadin projetou e patenteou uma carteira escolar de uma peça no final da década de 1880 que foi construída com uma seção de mesa fixada na frente de um assento de madeira e encosto. Antes disso, os alunos se sentavam em cadeiras ou em longos bancos.

## Influência de computadores
Até o final dos anos 1980, as mesas continuavam sendo um lugar para documentos e máquinas de escrever, mas com a introdução do computador pessoal nas grandes e médias empresas, novos designs de escritório surgiram para atender essas mudanças, levando posteriormente a adaptações nas escrivaninhas domésticas.

## Exemplos notáveis
- A mesa Resolute no Salão Oval da Casa Branca.[9]
- O Bureau du Roi feito para Luís XV, está localizado no Palácio de Versalhes.
- A escrivaninha de Henrique VIII, feita por volta de 1525. Faz parte do acervo do Victoria and Albert Museum.